# 28760 Grantwomble
28760 Grantwomble este un asteroid din centura principală de asteroizi.

## Descriere
28760 Grantwomble este un asteroid din centura principală de asteroizi. A fost descoperit pe 28 aprilie 2000 la Socorro, New Mexico, în cadrul proiectului LINEAR. Asteroidul prezintă o orbită caracterizată de o semiaxă mare de 2,53 ua, o excentricitate de 0,02 și o înclinație de 7,8° în raport cu ecliptica.